# Aria pulita
Aria pulita è il terzo album del cantante Luciano Rossi, pubblicato nel 1976 dalla Ariston.

## Tracce

### Lato A
1. Senza parole (Rossi)
2. Mi arrendo (Rossi)
3. Aria pulita (Rossi)
4. Non te ne andare (Rossi)
5. Con calma e per piacere (Rossi)

### Lato B
1. Voglio un amante (Rossi)
2. Per i bambini si chiamano zio (Rossi)
3. Se mi lasci non vale (Rossi/Belfiore)
4. Povera cocca (Rossi)
5. La calda stagione (Rossi/Belfiore)